# Acadèmia Marshall
L'Acadèmia Marshall, anomenada també Associació Musical Granados-Marshall, és una escola de música de Barcelona.
Creada l'any 1901 per Enric Granados i continuada des de 1920 per Frank Marshall, se centra principalment en l'ensenyament de la música per a piano d'acord amb una tradició instrumentística que es basa fonamentalment en la sonoritat, la pulsació i la utilització del pedal.
Professors destacats, a banda de Granados i Marshall, n'han estat Enric Morera i Viura, Domènec Mas i Serracant, Felip Pedrell, Alícia de Larrocha, Rosa Balcells i Llastarry, Silveri Fàbregas. També hi ensenyaren antics alumnes com Xavier Monsalvatge, Baltasar Samper i Marquès, Anna Fernández Recasens, Fèlix Ràfols i Ràfols, Júlia Albareda, Mercè Roldós... Pedrell hi va fer entre 1905 i 1906 un cicle de conferències sobre formes musicals que tingué ressò en el camp de la pedagogia.
Entre els seus alumnes han destacat: Jose Gontzalo Zulaika, Ricard Lamote, Conxita Badia, Robert Gerhard, Rosa Sabater, Montserrat Torrent, Vicent Asencio i Ruano, Francesc Casellas i Castellet, Rosa Maria Kucharski i Gonzàlez, Jaume Padrós i Montoriol, Àngel Soler i Renales, Enric Torra i Pòrtulas, Lluís Torres i Bosch, Josep Vicens i Mornau, Alexandre Vilalta i Faura, Maria Vilardell Viñas, Carles i Giocasta Corma, Carlota Garriga, Albert Giménez Attenelle, Maria Teresa Monteys, Joan Torra...
Ha estat i és un centre de cultura musical on es fan concerts, actes, conferències, classes magistrals des de fa més d'un segle, en les quals hi han participat compositors, pianistes i directors d'orquestra de tot el món.

## Història

### Introducció
L'any 2000 va fer 100 anys de l'existència de l'acadèmia Granados, la qual cosa va produir una gran satisfacció i un notable sentiment d'orgull per als amants de la musica: es tracta de 100 anys de cultura, de contribucions a l'activitat musical, de ganes de seguir endavant.
L'Acadèmia Granados va ser creada l'any 1901 per Enric Granados i posteriorment, l'any 1920, va continuar amb la tasca Frank Marshall. L'acadèmia va passar a ser l'Acadèmia Marshall, també anomenada Associació Musical Granados-Marshall.
La mort d'Enric Granados va causar una gran commoció al món musical, per tal com era un gran pianista i compositor Va ser i és la llar de molts estudiants de música, ha estat com una segona casa, una segona família. La qual va formar part de les il·lusions i els somnis de moltes persones al llarg de la seva vida. A través del gran mestre Frank Marshall van poder conèixer l'empremta creativa que va deixar Enric Granados a través de la seva obra i de la seva obsessió per la musicalitat i la sonoritat del piano. Gràcies a l'esperit i les forces de Granados, la seva escola de música ha arribat als nostres dies com una institució que ha volgut mostrar la capacitat interpretativa i la creació musical de manera fidel.

### Joan Baptista Pujol
Els inicis de l'escola pianística a Barcelona cal situar-los al voltant del mestre dels mestres, Joan Baptista Pujol. Aquest va ser un dels deixebles destacats del gran Pere Tintorer, al seu torn alumne del sublim Franz Liszt. Joan Baptista Pujol (1835-1898) va marxar igual que el seu mestre Tintorer a Paris per acabar la seva formació musical, però finalment, al cap dels anys, es va instal·lar a Barcelona. En Pujol va ser un personatge clau en l'àmbit pianístic i musical de Barcelona, i la seva personalitat artística va impulsar una etapa de grans concerts dirigits per directors de talent, com per exemple Saint-Saëns] o [Jules Massenet|Massenet. També cal destacar el fet que es van oferir per primera vegada a Barcelona òperes d'autors moderns, com la Carmen de Bizet. Gràcies a aquest gran impuls, l'any 1888 es va crear la primera editorial de música a Catalunya, basada en models europeus. Duia el nom del gran mestre, i publicà la majoria d'obres de Granados, així com obres importants de Pedrell o algunes d'Albéniz. Tot i això, cal recordar especialment el mestre Pujol pel fet que va formar una generació de pianistes d'una gran virtuositat: Antoni Nicolau, Carles G. Vidiella, Carme Matas, Enric Granados, Isaac Albéniz, Joan Baptista Pellicer, Joaquim Malats i Ricard Viñes, entre d'altres. És gràcies a aquesta generació que l'escola pianística catalana entrà en una etapa d'esplendor musical i, gràcies a ells, el piano es va convertir en l'instrument per excel·lència de la inspiració musical. Una inspiració projectada a Paris, ciutat que obrí les portes al modernisme del nou segle amb personalitats com Debussy, Fauré o Ravel. La relació que tenien els musics de l'època era molt cordial, de manera que els autors catalans van aconseguir força prestigi tant a França com a Espanya, i els seus noms han quedat a la memòria com a virtuosos del teclat del piano.

### Enric Granados-Acadèmia Granados

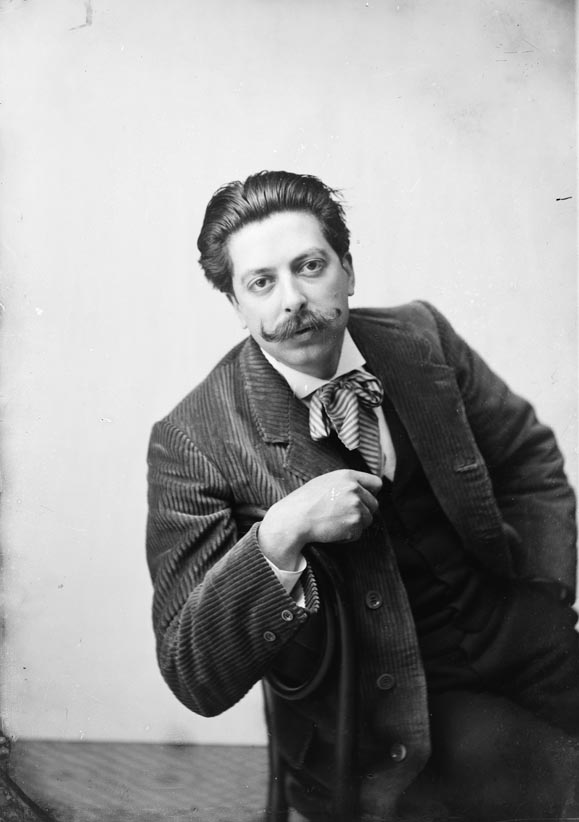
Granados

Enric Granados va ser un dels grans i més destacats deixebles de Joan Baptista Pujol. Per bé que nascut a Lleida, va estudiar a la barcelonina Acadèmia Pujol, on va perfeccionar la seva tècnica musical i, amb només 15 anys, en va guanyar un primer premi a un dels concursos que s'hi feien. Granados va tornar a Barcelona el 1889 i es va convertir en una figura clau per la creació del Teatre líric català. Però el veritable èxit el va tenir amb la presentació del primer àlbum de l'obra Goyescas, o los majos enamorados. Tot i això, la seva gran aportació al món de la musica va ser la fundació de l'Acadèmia Granados l'any 1901. Durant els primers anys, l'acadèmia va estar situada al primer pis del número 14 del carrer de Fontanella; més tard, es va traslladar al carrer de Girona, primer al número 89, xamfrà Aragó, i al final al número 20, cantonada Casp, on avui en dia encara es pot veure una placa de marbre en record als dies d'or de l'Acadèmia. Granados mai no va deixar d'ensenyar, i això l'impulsà a crear una institució educativa, que difongués el seu amor per la música. Felip Pedrell l'ajudà en la fundació de la institució, i també s'inspirà en el record de la tècnica apresa amb el gran mestre Pujol i perfeccionada a França amb De Bériot. L'Acadèmia Granados va néixer com una empresa sòlida i amb futur, i amb el pas del temps se'n va reforçar el perfil artístic i rigorós. El mestre Domènec Mas i Serracant, gran compositor i organista, va ser durant els primers anys el sotsdirector de la nova acadèmia. Ja al mateix any que es va fundar l'acadèmia, Enric Granados en va presentar alguns alumnes en un concert a la Sala Chassaigne, el 22 de març del 1902, on hi havia les joves pianistes Jordà, Sostres, Emília Ycart i en Ferran Via. Algun d'aquests formaria part, en el futur, del professorat de la institució.
Cal indicar que l'acadèmia tingué un consell de protectors que contribuïen amb una quota lliure al finançament de l'escola, com el mateix alcalde de Barcelona, Carles Pi i Sunyer, o les famílies Miralles. Per ingressar a l'acadèmia calia passar per un examen que determinava el grau de l'examinat. El curs començava el dia 15 de setembre i acabava el dia 24 de juny. Els diferents cursos es distribuïen en grups d'alumnes i les classes duraven una hora. L'acadèmia també organitzava audicions musicals, les quals podien ser privades o publiques, i s'oferien als protectors de l'acadèmia. A les audicions privades es comptava amb els alumnes del curs elemental o del mitjà, i els cursos superiors organitzaven concerts públics en els quals també hi participava Enric Granados. Segons les normes de l'acadèmia, a les classes hi podien assistir oients, que pagaven una quota molt baixa. L'acadèmia va anar avançant any rere any gràcies a la gran empenta artística del seu fundador i, a mesura que passaven els anys, el nombre d'alumnes augmentava i la fama de la moderna escola pianística es va estendre arreu del país. Per concloure, a l'entorn d'Enric Granados hi havia diverses personalitats del món artístic que compartien amb ell les activitats musicals que s'organitzaven a l'acadèmia, era quelcom habitual pels deixebles. L'acadèmia d'aquesta manera es va convertir en un nexe d'unió entre compositors, deixebles i intèrprets, amb la finalitat de servir a la musica. Els alumnes tenien l'oportunitat d'enfrontar-se per primera vegada a la interpretació de tot un recital en públic amb un auditori selecte i rigorós.

### Deixebles d'Enric Granados
Per les aules de l'Acadèmia Granados va passar una gran quantitat d'alumnes fins al 1916, any de la mort del fundador, Enric Granados. Entre aquests deixebles, hi ha reconegudes figures dins del món musical del nostre país i internacionalment. Sobretot pianistes il·lustres que contribuïren a la difusió de la música espanyola, com Conxita Badia, Mercé Moner i Josep Iturbi, entre d'altres. Conxita Badia va ser descoberta per Granados fent un examen, mentre ella cantava solfeig i, des d'aquell moment, va ser encaminada al món del cant. Quan morí en Granados, va assistir a tots els concerts que es van fer en homenatge al mestre. També hi destaquen Paquita Madriguera, que va tenir una carrera com a brillant pianista, i Alexandre Vilalta, el qual després de començar estudis de música a l'Escola municipal de música de Barcelona, quan va acabar la carrera va ser deixeble d'Enric Granados i sotsdirector dels cursos superiors de piano de l'acadèmia. Frederic Longàs va iniciar la seva carrera musical amb el mestre Goberna, va acabar la seva formació amb Granados a l'acadèmia fent els estudis d'harmonia i de composició. Josep Caminals va entrar a l'acadèmia el 1913 i va treballar-hi com a professor fins a la mort. Per altra banda, en Ricard Vives va ingressar a l'acadèmia als setze anys, després d'haver començat a formar-se amb diferents mestres cèlebres; i, gràcies a l'acadèmia, va aconseguir una sòlida reputació com a concertista. Per altra banda, Robert Gerhard es va formar a l'acadèmia durant dos anys amb l'ensenyament directe de Granados al piano. Finalment, el deixeble més estimat, Frank Marshall, que a la mort d'Enric Granados agafà el relleu com a director de l'acadèmia.

### Frank Marshall-Acadèmia Marshall
Frank Marshall va néixer a Mataró, encara que per lògica hagués hagut de néixer a Anglaterra però si això hagués succeït potser no es parlaria d'ell com el continuador de l'escola pianística d'Enric Granados. Frank Marshall va rebre les seves primeres nocions de música a Mataró amb el mestre Teodor Solà i Vendrell, la brillantor que tenia de cara al piano es va notar de seguida i els pares el van portar a Barcelona, on va continuar la seva formació al Conservatori Liceu. La gran personalitat d'Enric Granados va cridar l'atenció de Marshall i amb només disset anys va obtenir el títol de professor a l'acadèmia i en poc temps va ser l'assistent a les classes de Granados, i feia les substitucions i supervisava les notes dels alumnes. Als vint anys va ser nomenat sotsdirector dels estudis de piano de l'acadèmia. La relació amb Granados es va anar fent més forta i estreta, tant que per a Granados, Marshall esdevingué un ajudant imprescindible, paral·lelament la carrera concertística de Marshall prosperava any rere any. La mort de Granados va ser un cop molt fort per tothom però especialment pels seus deixebles i pel futur de l'Acadèmia. Pedrell, va animar Frank Marshall perquè fes continuar a l'acadèmia, per tal de mantenir viva la memòria de Granados. Al curs de l'any 1916-1917 l'Acadèmia Granados estava formada pel següent consell directiu: Eduard Granados (fill d'Enric Granados, Frank Marshall, el mestre Mas i Serracant i Albert Torellas. L'activitat concertística de Marshall va disminuir a causa de la responsabilitat que va assumir en fer-se càrrec de l'Acadèmia Granados. Els primers anys d'aquest gran canvi van succeir amb força i estabilitat. Tot i això, al final es va decidir que es canviés el nom d'Acadèmia Granados pel d'Acadèmia Marshall. D'aquesta manera es va solucionar els problemes de l'herència i de la manca de diners i el 1920 Frank Marshall va esdevenir l'únic propietari de l'escola, el seu únic director i responsable. L'acadèmia es va traslladar al número 106 de la Rambla de Catalunya, que també era la residència del mestre Marshall, que estava casat des de 1917 amb Teresa Cabarrús, la qual era una entusiasta de la música, va ser un gran suport en la vida del pianista i va contribuir molt a la prosperitat de l'acadèmia. Frank Marshall, amb un cos il·lustre de professors i amb la col·laboració d'antics deixebles, va mantenir el prestigi de l'Acadèmia. L'any 1948 va morir la dona de Marshall –que havia estat un personatge clau dins del bon funcionament de l'acadèmia–, fet que va ser molt dolorós, i des d'aquell moment el mestre va reduir la seva vida gairebé només a l'Acadèmia.
| « | Els grans artistes posseeixen La capacitat d'arribar per intuïció Al més gran perfeccionament. | » |
| — |                                                                                                |   |

### Alicia de Larrocha
«Sap algú, potser, què significa això
tan fàcil de dir: el meu deixeble?». 
Alicia de Larrocha va néixer el 23 de maig del 1923 en una família de pianistes. La seva mare també ho era i la seva tia era deixebla de Granados i professora de piano a l'acadèmia. Va ser precisament ella, Carolina de Lacalle la que va impulsar la carrera musical d'Alicia. El mestre Marshall ensenyava a Alicia i quan encara no tenia ni sis anys ja es va presentar al primer concert en públic a la sala de l'Acadèmia. L'educació musical d'Alicia, a causa del seu talent prodigiós, va estar sempre a càrrec del mestre Marshall. Amb el pas del temps, Alicia, va esdevenir a causa del seu temprament musical i la seva vinculació amb l'Acadèmia Marshall, en la continuadora de l'herència per tal de mantenir el nivell artístic de l'Acadèmia.

### Continuïtat de l'Acadèmia
La història de l'Acadèmia, especialment, després de la mort del gran mestre Marshall, s'ha d'enfocar fent esment a dues personalitats: Mercè Roldós i Júlia Albareda. Van ser dues grans músiques i professores de l'Acadèmia, al morir el mestre, Alicia de Larrocha va nomenar sotsdirectora Mercè Roldós, la seva gran deixebla va ser Júlia Albareda. 
La vida artística de l'Acadèmia Marshall va continuar prosperant i mantenint-se al llarg dels anys i va esser un punt de referència al món musical i social de Barcelona. La modernitat es va anar introduint a l'Acadèmia, avui en dia es considera l'Acadèmia com un temple-escola de l'àmbit pianístic de Barcelona, la qual acull un gran nombre de pianistes d'arreu del món. Actualment, la seva directora és la pianista Marta Zabaleta, per desig de la pròpia Alícia de Larrocha. La seu de l'Acadèmia Marshall es va traslladar al carrer de Saragossa de Barcelona l'any 2021.